# Центральна районна лікарня імені Софії Бобринської

## Історія

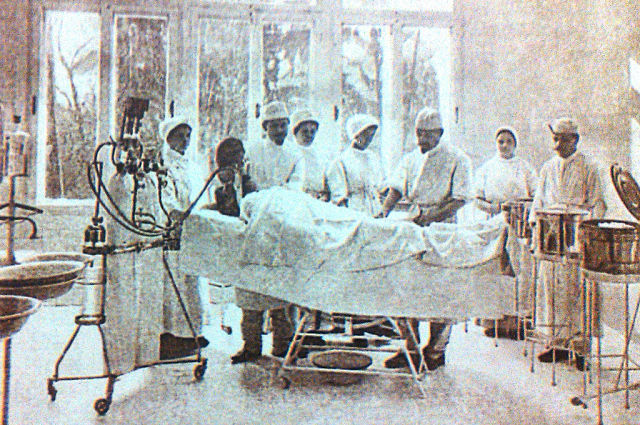
Операційна Софіївської лікарні кінця ХІХ століття

Смілянська центральна районна лікарня, яка сьогодні називається – Смілянською центральною районною лікарнею ім. Софії Бобринської - збудована в 1862 році графом Бобринським, названа на честь дружини графа Бобринського – Софії. 

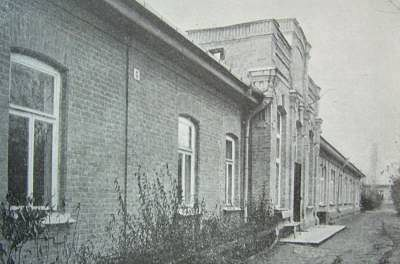
Софіївська лікарня фото початку ХХ століття

З 1870 року ліканя називалася Софіївська. Збереглося приміщення, збудоване графом Бобринським, в якому на даний час знаходиться поліклінічне відділення  лікарні.  
Смілянська центральна районна лікарня як сучасний заклад відкрита в 1965 році  в приміщеннях, які побудував граф Бобринський. 

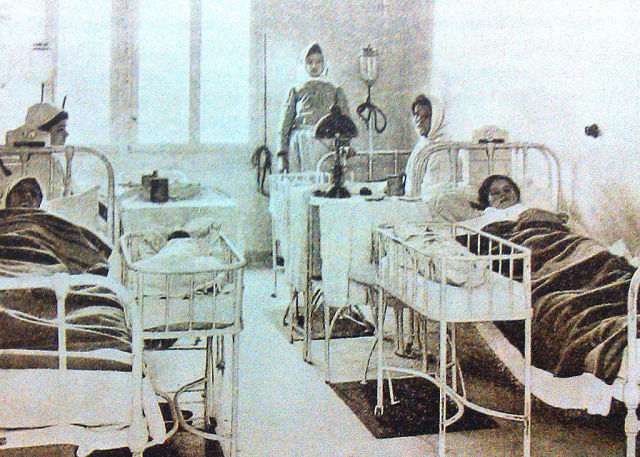
Палата акушерсько-гінекологічного відділення Софіївської лікарні кінця ХІХ століття

З 1965 року створилася мережа медичних установ, яка включала Ротмістрівську, Балаклеївську, Ташлицьку ,Сунківську дільничні лікарні. 
В 1965 р. створена Холоднянская лікарська амбулаторія, в 1984 році Макіївська лікарська амбулаторія. 
З 1998 року на базі ФАП с.Пастирське відкрита лікарська амбулаторія. 
В 1998 році під час реструктуризації установ охорони здоров”я в сільській місцевості, дільничні лікарні сіл Балаклея, Сунки, Ташлик  реорганізовані в лікарські амбулаторії.  
З 2008 року рішенням Смілянської районної ради від 20.12.07р., протокол № 15-4/v  лікарні відновлена перша її до революційна назва імені Софії Бобринської.

## Структура
Станом на 01.01.11 року мережа медичних установ району включає:
- 2 лікарняні установи – Смілянську центральну районну лікарню ім. Софії Бобринської на 150 ліжок,  районну лікарню №2 , розташовану в с. Ротмістрівка на 40 ліжок,

- 3 амбулаторії загальної практики сімейної медицини сіл Балаклея, Холоднянське, Пастерське,

- 3 – лікарські амбулаторії сіл Ташлик, Сунки, Макіївка ,

- 7 - фельдшерсько-акушерських пунктів,

- 22- фельдшерський пункт.

## Персонал
Кваліфікаційна характеристика медперсоналу:
- лікарів вищої категорії  - 9
- першої категорії - 21
- другої категорії - 26
- спеціалісти - 24

Середніх медпрацівників:
- вищої категорії – 23
- першої- 102
- другої - 105